# Melissa Rodríguezová
Melissa Milka Rodríguezová (* 18. října 1981 Formosa) je bývalá argentinská zápasnice – judistka.

## Sportovní kariéra
S judem začínala v 7 letech v rodném Formosa. Vrcholově se připravovala v Buenos Aires ve sportovním tréninkovém centru CeNARD pod vedením Fernanda Yumi. V argentinské ženské reprezentaci se pohybovala od roku 1999 v lehké váze do 57 kg. Mezi léty 2005 a 2008 startovala v nižší pololehké váze do 52 kg. V roce 2004, 2008 a 2012 se na olympijské hry nekvalifikovala. Sportovní kariéru ukončila v roce 2015.

## Výsledky
| Turnaj                  | 1999 | 2000       | 2001       | 2002       | 2003       | 2004       | 2005           | 2006           | 2007           | 2008           | 2009       | 2010       | 2011       | 2012       | 2013       | 2014       |
| Turnaj                  | 18   | 19         | 20         | 21         | 22         | 23         | 24             | 25             | 26             | 27             | 28         | 29         | 30         | 31         | 32         | 33         |
| Turnaj                  |      | lehká váha | lehká váha | lehká váha | lehká váha | lehká váha | pololehká váha | pololehká váha | pololehká váha | pololehká váha | lehká váha | lehká váha | lehká váha | lehká váha | lehká váha | lehká váha |
| ----------------------- | ---- | ---------- | ---------- | ---------- | ---------- | ---------- | -------------- | -------------- | -------------- | -------------- | ---------- | ---------- | ---------- | ---------- | ---------- | ---------- |
| Olympijské hry          |      | —          |            |            |            | —          |                |                |                | —              |            |            |            | —          |            |            |
| Mistrovství světa       | —    |            | —          |            | —          |            | —              |                | úč.            |                | —          | —          | —          |            | úč.        | —          |
| Panamerické hry         | —    |            |            |            | 5.         |            |                |                | 5.             |                |            |            | 5.         |            |            |            |
| Panamerické mistrovství | úč.  | —          | —          | —          | úč.        | úč.        | —              | 2.             | úč.            | úč.            | 5.         | 5.         | 7.         | 5.         | 3.         | 7.         |
| Jihoamerické hry        |      |            |            | —          |            |            |                | úč.            |                |                |            | 2.         |            |            |            | 5.         |